# 모하메드 코피
모하메드 코피(Mohamed Koffi, 1986년 12월 30일 ~ )는 코트디부아르에서 태어난 부르키나파소의 전 축구 선수이다.